# Долинский сельский совет (Запорожский район)
Долинский сельский совет (укр. Долинська сільська рада) — входит в состав
Запорожского района
Запорожской области
Украины.
Административный центр сельского совета находится в 
с. Долинское.

## Населённые пункты совета
- с. Долинское
- с. Бабурка
- пос. Высокогорное
- пос. Канцеровка
- с. Новое Запорожье
- с. Новослободка
- с. Хортица